# Dawon Kahng
Dawon Kahng (coréen : 강대원 ; 4 mai 1931 - 13 mai 1992) était un ingénieur électricien et inventeur américano-coréen, connu pour ses travaux dans le domaine de l’électronique à semi-conducteur. Il est surtout connu pour avoir inventé le MOSFET (transistor à effet de champ à grille métal-oxyde, ou transistor MOS), avec son collègue Mohamed Atalla, en 1959. Kahng et Atalla ont développé les procédés PMOS et NMOS pour la fabrication des dispositifs à semi-conducteurs MOSFET. Le MOSFET est le type de transistor le plus utilisé et l’élément de base de la plupart des équipements électroniques modernes.
Kahng et Atalla ont ensuite proposé le concept de circuit intégré MOS, et ils ont fait des travaux pionniers sur les diodes Schottky et les transistors à base de nanocouches au début des années 1960. Kahng a ensuite inventé le MOSFET à grille flottante (en) (FGMOS) avec Simon Min Sze (en) en 1967. Kahng et Sze ont proposé que les FGMOS puissent être utilisés comme cellules de mémoire à grille flottante pour la mémoire non volatile (NVM) et la mémoire à lecture seule (ROM) reprogrammable, qui sont devenues la base des technologies EPROM (ROM programmable effaçable), EEPROM (ROM programmable effaçable électriquement) et de mémoire flash. Kahng a été intronisé au National Inventors Hall of Fame en 2009.

## Biographie
Dawon Kahng est né le 4 mai 1931 à Keijō, Chōsen (aujourd’hui Séoul, Corée du Sud). Il a étudié la physique à l’Université nationale de Séoul en Corée du Sud et a immigré aux États-Unis en 1955 pour étudier à l’Université d'État de l'Ohio, où il a obtenu un doctorat en génie électrique en 1959.

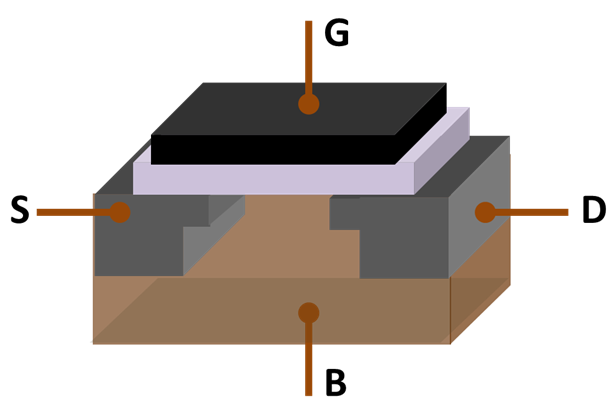
Le MOSFET a été inventé par Kahng et son collègue Mohamed Atalla aux Bell Labs en 1959.

Il était chercheur aux Bell Telephone Laboratories à Murray Hill, dans le New Jersey, et il a inventé le MOSFET (transistor à effet de champ métal-oxyde-semi-conducteur), qui est l’élément de base de la plupart des équipements électroniques actuels, avec Mohamed Atalla en 1959. Ils ont fabriqué des dispositifs PMOS et NMOS avec un procédé à 20 μm.
Prolongeant leurs travaux sur la technologie MOS, Kahng et Atalla ont ensuite fait des travaux pionniers sur les dispositifs à porteurs chauds, qui utilisaient ce que l’on appellerait plus tard une barrière de Schottky (en). La diode Schottky, également connue sous le nom de diode à barrière de Schottky, a été théorisée pendant des années, mais a d’abord été réalisée dans la pratique à la suite des travaux de Kahng et Atalla en 1960-1961. Ils ont publié leurs résultats en 1962 et ont appelé leur dispositif la structure triode « à électrons chauds » avec émetteur semi-conducteur-métal. La diode Schottky a ensuite joué un rôle de premier plan dans les applications de mélange. Ils ont ensuite mené d’autres recherches sur les diodes Schottky à haute fréquence.
En 1962, Kahng et Atalla ont proposé et démontré un premier transistor à base de nanocouches métalliques. Ce dispositif est constitué d’une couche métallique d’épaisseur nanométrique prise en sandwich entre deux couches semi-conductrices, le métal formant la base et les semi-conducteurs formant l’émetteur et le collecteur. Grâce à sa faible résistance et aux temps de transit courts dans la fine base de la nanocouche métallique, le dispositif était capable d’une fréquence de fonctionnement élevée par rapport aux transistors bipolaires. Leurs travaux pionniers consistaient à déposer des couches métalliques (la base) sur des substrats semi-conducteurs monocristallins (le collecteur), l’émetteur étant un morceau de semi-conducteur monocristallin avec un sommet ou un coin émoussé pressé contre la couche métallique (le point de contact). Ils ont déposé des couches minces d’or (Au) d’une épaisseur de 10 nm sur du germanium de type n (n-Ge), tandis que le point de contact était du silicium de type n (n-Si).
Avec son collègue Simon Min Sze, il a inventé le MOSFET à grille flottante (en), qu’ils ont révélé pour la première fois en 1967. Ils ont également inventé la cellule de mémoire à grille flottante, à la base de nombreuses formes de dispositifs de mémoire à semi-conducteurs. Il a inventé la mémoire non volatile à grille flottante en 1967 et a proposé que la grille flottante d’un dispositif semi-conducteur MOS puisse être utilisée pour la cellule d’une ROM reprogrammable, qui est devenue la base de l’EPROM (ROM programmable effaçable), de l’EEPROM (ROM programmable effaçable électriquement) et des technologies de mémoire flash. Il a également mené des recherches sur les semi-conducteurs ferroélectriques et les matériaux lumineux, et a apporté d’importantes contributions au domaine de l’électroluminescence.
Après avoir pris sa retraite des Laboratoires Bell, il est devenu le président fondateur de l’Institut de recherche NEC dans le New Jersey. Il était membre de l’IEEE et membre des Bell Laboratories. Il a également reçu la médaille Stuart Ballantine (en) de l’Institut Franklin et le Distinguished Alumnus Award du Collège d’ingénierie de l’Université d'État de l'Ohio. Il est décédé des suites de complications à la suite d’une intervention chirurgicale d’urgence pour une rupture d’anévrisme de l’aorte en 1992.

## Prix et distinctions
Kahng et Mohamed Atalla ont reçu la médaille Stuart Ballantine (en) lors de la cérémonie de remise des prix de l'Institut Franklin en 1975, pour leur invention du MOSFET,. En 2009, Kahng a été intronisé au National Inventors Hall of Fame. En 2014, l’invention du MOSFET en 1959 a été incluse dans la liste des jalons de l'IEEE en électronique.